# GoldLink
GoldLink, pseudonimo di D'Anthony William Carlos (Washington, 17 maggio 1993), è un rapper e cantautore statunitense.
Apprezzato da pubblico e critica già grazie ai suoi primi mixtape, è stato scritturato da RCA Records nel 2016 per poi pubblicare il suo album di debutto Diaspora nel 2019. Nel corso della sua carriera è stato nominato a 2 Grammy Awards e ad un BET Award.

## Biografia
Inizia a incidere musica ed esibirsi già da adolescente firmandosi con il suo vero nome, D'Anthony Williams. Nel 2009 pubblica un brano inedito sulla piattaforma Bandcamp con lo pseudonimo di Gold Link James, mentre a partire dal 2013 inizia a pubblicare musica su SoundCloud con il suo pseudonimo definitivo. Nel 2014 pubblica il suo primo mixtape The God Complex, che ottiene ottime recensioni da parte di riviste come Complex, Spin e Clash. Nel 2015 pubblica il mixtape After That, We Didn't Talk, che riesce ad entrare nella classifica US R&B/Hip-hop Albums di Billboard. Nel 2016 firma un contratto discografico con RCA Records mentre nel 2017 pubblica il suo terzo mixtape At What Cost, che include collaborazioni con Jazmine Sullivan, Mya, Wale e altri.
Nel 2017 il brano Crew, estratto come singolo dal precedente mixtape, raggiunge la numero 43 nella Billboard Hot 100 e ottiene cinque dischi di platino. Il brano riceve anche una nomination ai Grammy Award. Nel 2018 collabora con la cantante Christina Aguilera nel brano Like I Do, il quale ha ottenuto una nomination ai Grammy Award nella categoria miglior interpretazione rap cantata, e con il cantante Miguel nel singolo Got Friends. Sempre nel 2018 pubblica il singolo Loud in collaborazione con Silk City e Desiigner e viene nomination ai BET Awards come Best New Artist. Nel 2019 pubblica il suo album di debutto Diaspora, con cui riesce ad entrare sia nella Billboard 200 che in varie altre classifiche nazionali. Nel 2020 collabora con i Gorillaz nel brano Severed Head.

## Discografia

### Album
- 2017 – At What Cost
- 2019 – Diaspora
- 2021 – Haram!

### Mixtape
- 2014 – The God Complex
- 2015 – And After That, We Didn't Talk

### Singoli
- 2015 – Sober Thoughts
- 2015 – Dance on Me
- 2015 – Spectrum
- 2016 – Fall in Love
- 2016 – See I Miss Pt. 2 (feat. Marsha Ambrosius)
- 2016 – Crew (feat. Brent Faiyaz and Shy Glizzy)
- 2017 – Rough Soul (feat. April George)
- 2017 – Meditation (feat. Kaytranada and Jazmine Sullivan)
- 2018 – Got Friends (feat. Miguel)
- 2018 – Loud (feat. Silk City e Desiigner)
- 2019 – Zulu Screams (feat. Maleek Berry and Bibi Bourelly)
- 2019 – Joke Thing (feat. Ari Pen-Smith)
- 2019 – U Say (feat. Tyler, the Creator and Jay Prince)